# Millennium Stadium
Millennium Stadium (velšsky Stadiwm y Mileniwm) v Cardiffu je velšský národní stadion. Stadion je využíván jak k utkáním v ragby, tak i k utkáním ve fotbale. Stadion je ve vlastnictví společnosti Millennium Stadium plc, která je dceřinou společností Velšské ragbyové unie.

## Historie
Stadion byl postaven v roce 1999 na břehu řeky Taff na místě starého národního stadiónu pro účely Mistrovství světa v ragby v roce 1999, jehož byl Wales hlavním hostitelem. Odehrálo se zde mnoho utkání, včetně finálového zápasu fotbalové Ligy Mistrů v roce 2016/2017. Výstavba stadionu stála Velšskou ragbyovou unii 126 miliónů liber. Millenium Stadium byl otevřen 26. července 1999, kdy se zde v přátelském ragbyovém utkání utkala mužstva Walesu a Jihoafrické republiky. Wales zvítězil 29:19.

## Vybavení
Vybavení stadionu je na špičkové úrovni, je jedním z pětihvězdičkových stadiónů UEFA. Millennium Stadium pojme 74 500 fanoušků, přičemž všechna místa jsou k sezení. Trávník je vyhřívaný a položený na rozebíratelných panelech, takže jej lze celý odstranit. K dispozici je špičkové ozvučení, dva obří televizní panely a zatahovací střecha, kterou lze během asi 20 minut zakrýt hrací plochu. Kromě sportovních utkání se na stadionu mohou konat například koncerty a závody automobilů a motocyklů.

## Využití
V letech 2001–2006 hostil stadion anglické turnaje, neboť nový anglický národní stadion ve Wembley byl v této době ve stadiu výstavby. Poté byl Millennium Stadium nabídnut do užívání místnímu klubu Cardiff City FC, nicméně tento klub je rozhodnut postavit si vlastní stadion. V září 2005 hostil stadion první uzavřenou etapu World Rally Championship, při příležitosti konání Wales Rally World Championship.
Millennium Stadium byl dějištěm několika utkání Mistrovství světa v rugby v roce 2007. Během olympijských her v roce 2012 se zde odehrálo osm utkání fotbalového turnaje.

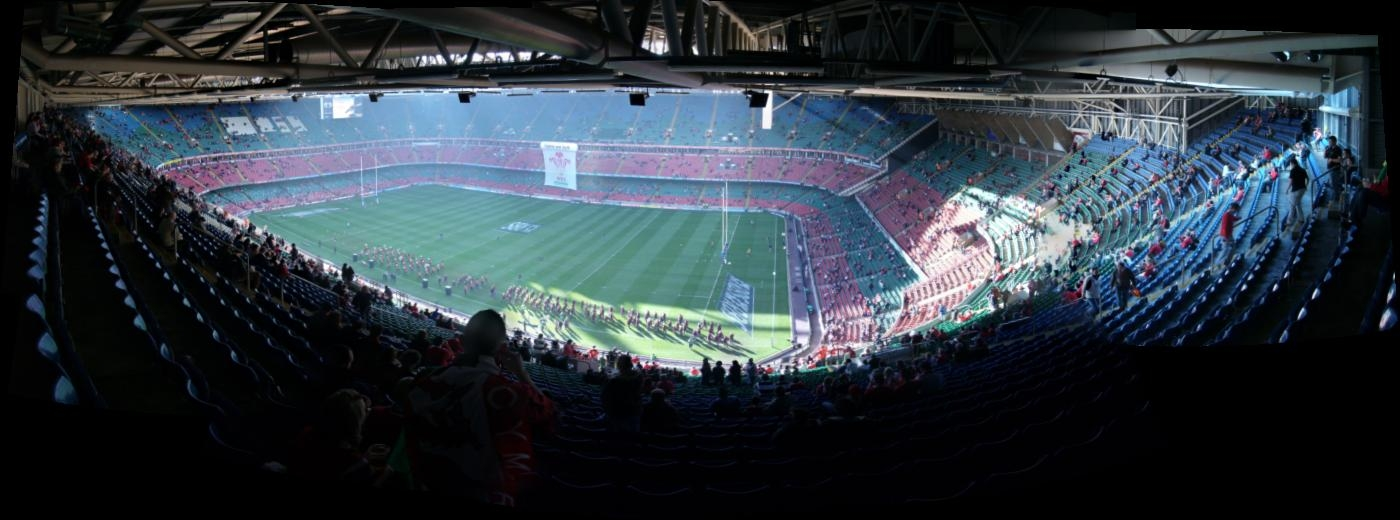
Panorama stadionu